# Pakt madrycki

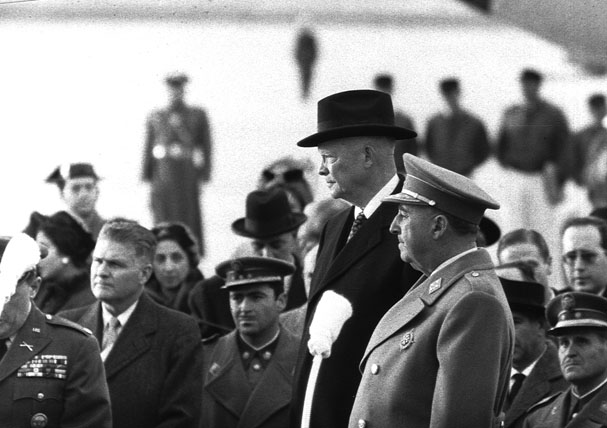
Francisco Franco z innymi głowami państw w 1959

Pakt madrycki – pakt podpisany w 1953 roku przez frankistowskie Państwo Hiszpańskie i Stany Zjednoczone, kończący okres izolacji Hiszpanii na arenie międzynarodowej, wynikającej ze zwycięstwa Aliantów w II wojnie światowej nad państwami Osi, z którymi sympatyzowała Hiszpania.
Pakt składał się z trzech niezależnych porozumień, które zobowiązywały Stany Zjednoczone do udzielenia Hiszpanii pomocy ekonomicznej i militarnej. W zamian Amerykanie uzyskiwali możliwość budowy i użytkowania na terenie Hiszpanii baz lotniczych i morskich.
W latach 1954–1961 Stany Zjednoczone przeznaczyły na wzmocnienie hiszpańskiej armii 500 milionów dolarów, a do roku 1982 dalsze 1,238 miliarda. Od 1983 do 1986 roku pomoc amerykańska wynosiła 400 milionów dolarów rocznie.
Amerykańskie wsparcie było przekazywane do 1989 roku, gdy, zgodnie z harmonogramem, Hiszpania osiągnęła możliwość samodzielnej obrony swojego terytorium.